# 紐尼頓 (英國國會選區)

選區在沃里克郡的位置

紐尼頓（英語：Nuneaton），英國國會一郡選區，包括西密德蘭沃里克郡北沃里克郡和紐尼頓-貝德沃思一部。設於1885年。
工黨在1935年以來曾經控制該區議席近五十年，至1983年保守黨人當選為止。比爾·奧爾納在1992年重新為工黨取回選區，他在2007年宣佈引退。2010年大選，保守黨的馬庫斯·瓊斯以41.5%擊敗了工黨的候選人首次晉身下議院。